# Coelemu
Coelemu é uma comuna da província de Ñuble, localizada na Região de Biobío, Chile. Possui uma área de 342,3 km² e uma população de 16.082 habitantes (2002).